# NGC 1728
NGC 1728 је спирална галаксија у сазвежђу Еридан која се налази на NGC листи објеката дубоког неба.
Деклинација објекта је - 11° 7' 24" а ректасцензија 4h 59m 27,8s. Привидна величина (магнитуда) објекта NGC 1728 износи 13,9 а фотографска магнитуда 14,8. NGC 1728 је још познат и под ознакама MCG -2-13-30, VV 699, PGC 16495.